# Zalaszentlőrinc
Zalaszentlőrinc község Zala vármegyében, a Zalaegerszegi járásban.

## Fekvése
Zalaegerszegtől északkeletre 11 kilométerre, Zalaszentivántól északnyugatra 3 kilométerre, Egervártól délkeletre (közúton) 5 kilométerre fekszik.

### Megközelítése
Tulajdonképpen zsáktelepülésnek tekinthető, mert a központjába csak a 7328-as útból Zalaszentivánnál kiágazó 73 222-es számú út vezet, dél felől; északról, Egervár és Vasboldogasszony felől gyenge minőségű önkormányzati úton érhető el a község.
A 17-es számú Szombathely–Nagykanizsa-vasútvonalon Egervár-Vasboldogasszony és Zalaszentiván vasútállomások között megállóhelye van (Zalaszentlőrinc megállóhely).

## Története
A településről az első írásos említés 1464-ből Zenthlewrincz néven maradt az utókorra. Mostani nevén először 1898-ban nevezték meg.
'Fáncska' vagy 'Fáncsika' néven is volt itt település, az közvetlenül a Sárvíz partján volt. Az akkori templom maradványai még mindmáig láthatóak.
A jelenlegi templom a XX. század elején épült, védőszentje Szent Lőrinc vértanú.

## Közélete

### Polgármesterei
- 1990–1994: Boros István (független)[3]
- 1994–1998: Dános Ágnes (független)[4]
- 1998–2002: Ifj. Csiszár László (független)[5]
- 2002–2006: Ifj. Csiszár László (független)[6]
- 2006–2010: Csiszár László (független)[7]
- 2010–2014: Csiszár László (független)[8]
- 2014–2019: Csiszár László (független)[9]
- 2019–2024: Csiszár László (független)[10]
- 2024– : Horváth Attila (független)[1]

## Népesség
A település népességének változása:
| Lakosok száma | 279  | 269  | 274  | 253  | 257  | 252  | 254  |
|               | 2013 | 2014 | 2015 | 2021 | 2022 | 2023 | 2024 |

A 2011-es népszámlálás idején a nemzetiségi megoszlás a következő volt: magyar 100%. A lakosok 68,3%-a római katolikusnak, 1,4% reformátusnak, 3,9% felekezeten kívülinek vallotta magát (25,6% nem nyilatkozott).
2022-ben a lakosság 89,5%-a vallotta magát magyarnak, 1,2% németnek, 1,2% egyéb, nem hazai nemzetiségűnek (10,5% nem nyilatkozott; a kettős identitások miatt a végösszeg nagyobb lehet 100%-nál). Vallásuk szerint 58% volt római katolikus, 3,5% református, 1,2% evangélikus, 0,4% egyéb keresztény, 0,4% egyéb katolikus, 6,6% felekezeten kívüli (30% nem válaszolt).